# Alexij (Gotovcev)
Alexij (světským jménem: Alexandr Dmitrijevič Gotovcev; 1891 – 1936, Moskva) byl ruský duchovní Ruské pravoslavné církve, biskup rylský a vikář kurské eparchie.

## Život
Narodil se roku 1891 v oblasti Donského vojska v rodině protojereje Dimitria Gotovceva.
Navštěvoval Donský duchovní seminář a následně Kyjevskou duchovní akademii.
Roku 1916 byl v Kyjevskopečerské lávře postřižen na monacha se mnišským jménem Alexij a rukopoložen na jeromonacha. Byl blagočinným lávry.
Do uzavření akademie byl asistentem inspektora akademie. Jeho duchovním otcem byl jeromonach Alexij (Šepelev) (dnes svatý).
Roku 1920 se stal představeným Kyjevsko-Bratského monastýru s povýšením na archimandritu.
Dne 8. května 1921 byl rukopoložen na biskupa zvenigorodského a vikáře kyjevské eparchie. Stal se také představeným monastýru svatého Michaela v Kyjevě.
V dubnu 1922 byl zatčen a do listopadu držen ve vězení v Kyjevě. V dubnu 1923 byl znovu zatčen a vyhoštěn do Moskvy.
Dne 14. října 1923 byl jmenován biskupem serpuchovským a vikářem moskevské eparchie.
Dne 12. dubna 1925 podepsal akt o předání nejvyšší církevní moci metropolitu Petru (Poljanskému).
V srpnu 1925 byl zatčen a vězněn do září ve věznici Butyrka.
V dokumentu metropolita Petra (Poljanského) ze 6. prosince 1925 je zmíněn jako jeden z vikářů, který byl pověřen vedením eparchie pokud by toho patriarchální locum tenens nebyl schopný.
Od února 1926 do května 1927 dočasně vedl moskevskou eparchii.
V červnu 1926 byl vyhoštěn do Serpuchova.
Dne 17. září 1923 byl ustanoven biskupem malojaroslaveckým a vikářem kalužské eparchie.
Od dubna 1927 sloužil jako biskup rylský a vikář kurské eparchie.
Od února do dubna 1928 byl dočasným správcem kurské eparchie.
Od roku 1932 v Kursku nepůsobil, žil v Moskvě a sloužil státu.
Zemřel roku 1936 a pohřben byl na Pjatnickém hřbitově v Moskvě.